# Стара Сушиця (Равна Гора)
Стара Сушиця (хорв. Stara Sušica) — населений пункт у Хорватії, в Приморсько-Горанській жупанії у складі громади Равна Гора.

## Населення
Населення за даними перепису 2011 року становило 262 осіб.
Динаміка чисельності населення поселення:

## Клімат
Середня річна температура становить 6,59 °C, середня максимальна – 19,22 °C, а середня мінімальна – -6,41 °C. Середня річна кількість опадів – 1577 мм.
| Клімат поселення                              | Клімат поселення | Клімат поселення | Клімат поселення | Клімат поселення | Клімат поселення | Клімат поселення | Клімат поселення | Клімат поселення | Клімат поселення | Клімат поселення | Клімат поселення | Клімат поселення | Клімат поселення |
| Показник                                      | Січ.             | Лют.             | Бер.             | Квіт.            | Трав.            | Черв.            | Лип.             | Серп.            | Вер.             | Жовт.            | Лист.            | Груд.            |                  |
| Середній максимум, °C                         | 3,71             | 3,85             | 6,18             | 9,90             | 14,84            | 18,54            | 19,22            | 18,99            | 15,26            | 11,06            | 6,05             | 2,99             |                  |
| Середня температура, °C                       | −1,34            | −1,22            | 1,13             | 4,84             | 9,77             | 13,46            | 15,71            | 15,48            | 11,74            | 7,55             | 2,53             | −0,53            |                  |
| Середній мінімум, °C                          | −6,41            | −6,29            | −3,94            | −0,22            | 4,70             | 8,40             | 12,19            | 11,97            | 8,23             | 4,04             | −0,97            | −4,04            |                  |
| Норма опадів, мм                              | 98               | 102              | 118              | 139              | 123              | 141              | 103              | 120              | 144              | 167              | 181              | 141              |                  |
| Середньомісячна швидкість вітру, м/с          | 2.92             | 3.06             | 3.20             | 2.96             | 2.78             | 2.58             | 2.44             | 2.48             | 2.55             | 2.81             | 3.08             | 3.14             |                  |
| Середньомісячна сонячна радіація, кДж/м²·день | 4410             | 7202             | 10427            | 14615            | 18586            | 20137            | 21600            | 18206            | 13527            | 8997             | 4787             | 3695             |                  |
| --------------------------------------------- | ---------------- | ---------------- | ---------------- | ---------------- | ---------------- | ---------------- | ---------------- | ---------------- | ---------------- | ---------------- | ---------------- | ---------------- | ---------------- |
| Джерело:                                      |                  |                  |                  |                  |                  |                  |                  |                  |                  |                  |                  |                  |                  |